# Marquis Grissom
Marquis Grissom é um ex-jogador profissional de beisebol norte-americano.

## Carreira
Marquis Grissom foi campeão da World Series 1995 jogando pelo Atlanta Braves. Na série de partidas decisiva, sua equipe venceu o Cleveland Indians por 4 jogos a 2.